# 菲尔赫芬
菲尔赫芬是德国下萨克森州的一个市镇。总面积13.92平方公里，总人口998人，其中男性475人，女性523人（2011年12月31日），人口密度72人/平方公里。